# Alexis Marí
Alexis Frederic Marí Malonda (Valencia, 18 de julio de 1972) conferenciante, y colaborador en los medios de comunicación social. Profesor de seguridad. Director de Seguridad. Diputado en las Cortes Valencianas entre los años 2015 y 2019. Es a su vez director y gestor de servicios para la empresa privada, principalmente en seguridad y servicios generales. 

## Biografía
Nacido en Valencia, aunque tiene doble nacionalidad (francesa y española). Hijo de Jacques Marí, de origen francés nacido en Argelia. Tiene 4 hijos. Ha trabajado en las FCSE y como Director de Seguridad. Es además profesor de seguridad pública y privada. Tiene numerosos estudios en seguridad pública y privada, criminología, y es experto en materias como delincuencia juvenil, violencia de género, administraciones públicas y delincuencia, políticas de seguridad común y cooperación policial y judicial en la Unión Europea y maltrato infantil. Ha desarrollado su trabajo profesional en el sector privado para empresas españolas.
En el plano personal, Marí se casó en Valencia en febrero de 2017 con la política Carolina Punset, hija del conocido divulgador científico Eduard Punset.

## Trayectoria política
De padre con ideas conservadoras y madre de ideales socialdemócratas, se ha definido en los medios como “eco-social-liberal”. Militó desde 2011 en Unión Progreso y Democracia desempeñando funciones de responsable nacional del grupo de trabajo de Interior, y en febrero de 2014 ganó las elecciones primarias al Consejo Territorial de  UPyD en la Comunidad Valenciana, por lo que se proclamó Coordinador Territorial.
A dichas elecciones se enfrentó a Toni Cantó, superándolo contra el pronóstico que señalaban los medios de comunicación social al actor como ganador del proceso. Desde ese momento encabezó una disputa interna con parte del Consejo de Dirección del partido por diversas razones tanto ideológicas como de organización.
En agosto de 2014 y tras una entrevista en la se posicionó claramente en apoyo al profesor Francisco Sosa Wagner el cual defendía la posibilidad de unir UPyD con Ciudadanos-Partido de la Ciudadanía. Marí ya se mostró partidario de esta unión desde la intervención del filósofo y afiliado a UPyD Fernando Savater en el II Congreso de UPyD celebrado en noviembre de 2013. Posteriormente se comprometió con Movimiento Ciudadano y fueron visibles sus muestras de apoyo a ese proyecto en los meses posteriores. En octubre de 2014 mediante rueda de prensa anunció su salida de UPyD, incorporándose un mes después a Ciudadanos-Partido de la Ciudadanía.
Fue nombrado director de campaña electoral para las elecciones autonómicas y locales de 24 de mayo de 2015. Fue elegido mediante primarias candidato nº 2 a las Cortes Valencianas con un apoyo indiscutible. En dichas elecciones Ciudadanos-Partido de la Ciudadanía obtuvo un resultado de 13 diputados autonómicos por lo que fue diputado en la cámara autonómica. Tuvo sus primeros enfrentamientos con la dirección de Ciudadanos por la posición ambigua de esta en relación con los espectáculos taurinos, ya que Marí siempre se ha posicionado "contrario a la tauromaquia y al maltrato animal". También enfrentado al partido con respecto a la ambigüedad de postulados del partido en aspectos tan importantes como terrorismo machista, energía nuclear, y sobre todo el acercamiento cada vez más notable a las posturas ideológicas ultraconservadoras y que apuestan por las señas de identidad que "imprimen y oprimen a quienes no piensan como tú". 
El 5 de febrero de 2016, tras la marcha de Carolina Punset al Parlamento Europeo, fue designado portavoz del Grupo Parlamentario Ciudadanos en las Cortes Valencianas. Sin embargo, la Ejecutiva de Ciudadanos cesó a Alexis Marí como portavoz del partido en las Cortes Valencianas el 24 de abril de 2017 debido a su posicionamiento contra los Presupuestos Generales del Estado pactados entre el PP y Ciudadanos. También por los cambios constantes de criterio en cuestiones como energía nuclear, señas de identidad, violencia machista y otros, lo cual su situación en el seno de Ciudadanos se hizo cada vez más complicada.
En 2017 trascendió un distanciamiento del político valenciano con una facción del conocido como «clan del dátil» del entorno de Ciudadanos, liderado por la órbita de Francisco Sánchez Martínez (político), Emigdio Tormo, Juan Córdoba Cortijo y Emilio Argüeso.
El 23 de junio de 2017 anunció en rueda de prensa su baja de Ciudadanos, y la intención de pasar al grupo de no adscritos junto con otros tres ya exdiputados de Ciudadanos.
Tras la baja de los diputados del partido Ciudadanos en las Cortes y la de más de 400 en otras instituciones, otros muchos afiliados causaron baja en el partido, aludiendo que el partido “se acostó socialdemócrata, progresista, transversal y moderno, para levantarse ultra liberal, de derechas, rancio, escotado y trasnochado”,[cita requerida] aludiendo al Congreso de Ciudadanos celebrado en febrero de 2016 en el cual se votaron nuevos estatutos y cambio ideológico, apoyado por la gran mayoría de los afiliados.
Marí se ha mostrado también muy crítico con la postura de Ciudadanos al respecto del conflicto catalán, alegando que la aplicación del artículo 155 de la CE en Cataluña no iba a solucionar el problema ni iba aportar solución alguna. En diciembre de 2018 visitó en el centro penitenciario de Lledoners a los líderes del independentismo catalán Oriol Junqueras y Raül Romeva. No trascendió el contenido de las conversaciones a los medios de comunicación. 
Posteriormente también visitó a los presos del PdeCat Josep Rull, Jordi Turull y Quim Forn. Visitó en Waterloo (Bélgica) al que había sido Presidente de la Generalidad Catalana, Carles Puigdemont, así como a la Secretaria General de ERC, Marta Rovira, en Ginebra (Suiza), donde reside tras abandonar Cataluña. Según Marí, realizó todas estas visitas para conocer de cerca y con todas las perspectivas todo lo relacionado con el conflicto político catalán. 
Participa de forma habitual como colaborador en medios de comunicación, televisión, radio y prensa escrita.  
Desde septiembre de 2017, Marí lideró el grupo de Agermanats en el parlamento valenciano.
Desde enero de 2022 es el presidente de la Plataforma Agermanats, asociación sin ánimo de lucro de participación ciudadana, opinión pública, denuncia de la corrupción y defensa de los derechos civiles.